# Іммея
Іммея (*д/н — бл. 1725 до н. е.) — мекі (цар) Ебли часів Третього царства близько 1750—1725 років до н. е.

## Життєпис
Походив з Аморейської династії Ебли. Висувається версія, що Іммея є зменшеним ім'ям. Про його панування відомостей обмаль. Втім, напевне, зумів частково відновити потугу в умовах нового тиску семітських племен на Передню Азії, насамперед гіксосів.
З археологічних розвідок відомо про підтримання дипломатичних та торгівельних зв'язків з Єгиптом. Разом з тим не зрозуміле становище Ебли в конфлікті між Катною і Ямхадом. Втім більшість вчених вважає, що в еблаїтський цар визнавав зверхність останнього.
Іммею спадкував якійсь Хаммурапі (Хаммурабі), про якого геть нічого невідомо.
Припускають, що його поховано у так званій «Могилі Володаря козлів» — царському некрополі Західного палацу Ебли. На користь цієї версією свідчить знайдена срібна чашка з написом від його імені. У поховані також знайдено різьблені вироби зі слонової кістки та кістки бегемота, рештки трон, прикрашені козячими головами, церемоніальна булава із золота, срібла та слонової кістки — подарунком давньоєгипетського фараона Хорнеджеф-Хоріотефа